# جایزه ریوجی نویوری
جایزه ریوجی نویوری توسط انجمن شیمی آلی سنتزی، در سال در سال ۲۰۰۲ و به منظور بزرگ‌داشت ریوجی نویوری به خاطر کسب صدویکمین جایزه نوبل شیمی و همچنین شصتمین سالگرد تأسیس انجمن شیمی آلی سنتزی، بنا نهاده شد. هدف از اعطای این جایزه «تشویق و حمایت از مشارکت‌های برجسته در تحقیقات در شیمی سنتز نامتقارن» است. حامی مالی این جایزه شرکت بین‌المللی تاکاساگو (Takasago) حمایت مالی است.

## برندگان
| - ۲۰۱۷ - دیوید مک میلان - ۲۰۱۶ - کیجی موروکا - ۲۰۱۵ - لری ای. اورمن - ۲۰۱۴ - دیتر اندرس - ۲۰۱۳ - بری تراست - ۲۰۱۲ - ماساکاتسو شیباساکی - ۲۰۱۱ - هیشاشی یاماموتو - ۲۰۱۰ - اریک ن. ژاکوبسن | - ۲۰۰۹ - یوشیو اوکاموتو - ۲۰۰۸ - آندریاس پالتز - ۲۰۰۷ - تامیو هایاشی - ۲۰۰۶ - دیوید اوانز - ۲۰۰۵ - تسوتومو کاتسوکی - ۲۰۰۴ - دیتر سیبچ - ۲۰۰۳ - گیلبرت استورک - ۲۰۰۲ - هنری ب. کاگان |